# Игры Содружества 1994
Игры Содружества 1994 года проходили в городе Виктория (провинция Британская Колумбия в Канаде) с 18 по 28 августа и были 15-ми по счёту. В соревнованиях приняли участие 2557 атлетов из 63 стран, которые разыграли 217 комплектов наград в 10 видах спорта.
Официальным талисманом Игр стала антропоморфная косатка по имени «Кли Вик». Это прозвище, означающее «смеющаяся», было дано канадской художнице и скульптору Эмили Карр народом уклулет.
На Играх в Виктории были представлены десять видов спорта: лёгкая атлетика, водные виды спорта, бадминтон, бокс, велоспорт, гимнастика, боулинг, стрельба, тяжёлая атлетика и борьба.

## Страны-участницы
XV Игры Содружества ознаменовали возвращение Южной Африки к участию в Играх после эпохи апартеида. Прошло более 30 лет с тех пор, как эта страна в последний раз участвовала в Играх 1958 года. Намибия участвовала в своих первых Играх после обретения независимости от ЮАР в 1990 году. Карибский остров Монтсеррат также дебютировал на Играх. Кроме того, это было последнее появление Гонконга на Играх перед передачей Гонконга КНР. Всего в соревнованиях участвовало 63 страны.

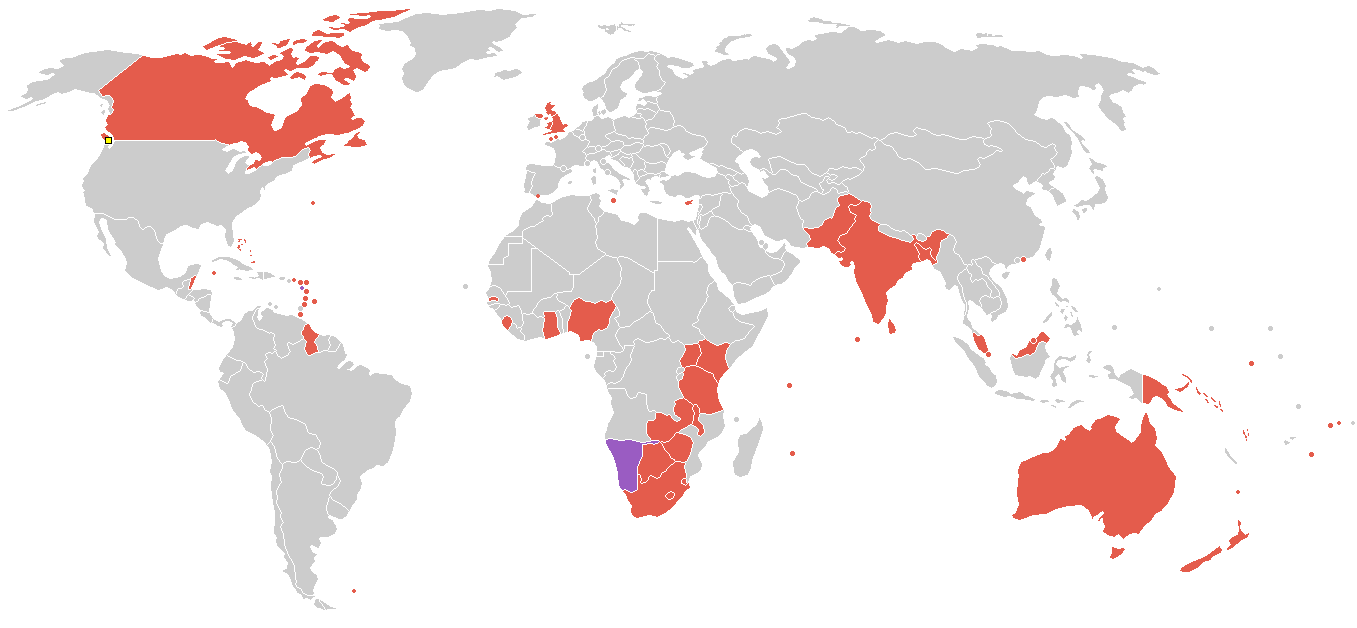
Страны-участницы.

| Страны и территории |
| --- |
| - Антигуа и Барбуда - Австралия - Багамские Острова - Бангладеш - Барбадос - Белиз - Бермуды - Ботсвана - Виргинские Острова (Великобритания) - Бруней - Канада (host) - Острова Кайман - Острова Кука - Кипр - Доминика - Англия - Фолклендские острова - Гамбия - Гана - Гибралтар - Гернси - Гайана - Гонконг - Индия - Остров Мэн - Ямайка - Джерси - Кения - Лесото - Малави - Малайзия - Мальдивы - Мальта - Маврикий - Монтсеррат - Намибия - Науру - Новая Зеландия - Нигерия - Остров Норфолк - Северная Ирландия - Пакистан - Папуа — Новая Гвинея - Сент-Китс и Невис - Сент-Люсия - Сент-Винсент и Гренадины - Шотландия - Сейшельские Острова - Сьерра-Леоне - Сингапур - Соломоновы Острова - ЮАР - Шри-Ланка - Свазиленд - Танзания - Тонга - Тринидад и Тобаго - Уганда - Вануату - Уэльс - Самоа - Замбия - Зимбабве |
| Страны и территории, дебютировавшие в Играх |
| - Монтсеррат - Намибия |

## Таблица медалей
В медальном зачёте Англия впервые за время проведения Игр опустилась ниже второго места.
  *   Принимающая страна (Канада)
| Место           | Страна               | Золото | Серебро | Бронза | Всего |
| --------------- | -------------------- | ------ | ------- | ------ | ----- |
| 1               | Австралия            | 89     | 53      | 44     | 186   |
| 2               | Канада*              | 42     | 43      | 49     | 134   |
| 3               | Англия               | 31     | 47      | 51     | 129   |
| 4               | Нигерия              | 11     | 13      | 13     | 37    |
| 5               | Кения                | 7      | 4       | 8      | 19    |
| 6               | Индия                | 6      | 11      | 7      | 24    |
| 7               | Шотландия            | 6      | 3       | 11     | 20    |
| 8               | Новая Зеландия       | 5      | 16      | 22     | 43    |
| 9               | Уэльс                | 5      | 8       | 6      | 19    |
| 10              | Северная Ирландия    | 5      | 2       | 3      | 10    |
| 11              | Науру                | 3      | 0       | 0      | 3     |
| 12              | ЮАР                  | 2      | 4       | 5      | 11    |
| 13              | Ямайка               | 2      | 4       | 2      | 8     |
| 14              | Малайзия             | 2      | 3       | 2      | 7     |
| 15              | Кипр                 | 2      | 1       | 2      | 5     |
| 16              | Шри-Ланка            | 1      | 2       | 0      | 3     |
| 17              | Замбия               | 1      | 1       | 2      | 4     |
| 18              | Намибия              | 1      | 0       | 1      | 2     |
| 19              | Зимбабве             | 0      | 3       | 3      | 6     |
| 20              | Папуа — Новая Гвинея | 0      | 1       | 0      | 1     |
| 20              | Самоа                | 0      | 1       | 0      | 1     |
| 22              | Гонконг              | 0      | 0       | 4      | 4     |
| 23              | Пакистан             | 0      | 0       | 3      | 3     |
| 24              | Гана                 | 0      | 0       | 2      | 2     |
| 24              | Тринидад и Тобаго    | 0      | 0       | 2      | 2     |
| 24              | Уганда               | 0      | 0       | 2      | 2     |
| 27              | Бермуды              | 0      | 0       | 1      | 1     |
| 27              | Ботсвана             | 0      | 0       | 1      | 1     |
| 27              | Гернси               | 0      | 0       | 1      | 1     |
| 27              | Остров Норфолк       | 0      | 0       | 1      | 1     |
| 27              | Сейшельские Острова  | 0      | 0       | 1      | 1     |
| 27              | Танзания             | 0      | 0       | 1      | 1     |
| 27              | Тонга                | 0      | 0       | 1      | 1     |
| Всего стран: 33 | Всего стран: 33      | 221    | 220     | 251    | 692   |